# Mosapride
Mosapride là một tác nhân tiêu hóa hoạt động như một chất chủ vận 5HT4 chọn lọc. Chất chuyển hóa hoạt động chính của mosapride, được gọi là M1, ngoài ra hoạt động như một chất đối kháng 5HT3, làm tăng tốc độ làm rỗng dạ dày trên toàn bộ đường tiêu hóa ở người, và được sử dụng để điều trị viêm dạ dày, trào ngược dạ dày bệnh, khó tiêu chức năng  và hội chứng ruột kích thích. Nên uống khi bụng đói (tức là ít nhất một giờ trước khi ăn hoặc hai giờ sau khi ăn).
Ngoài các đặc tính prokinetic, mosapride cũng có tác dụng chống viêm trên đường tiêu hóa có thể góp phần vào một số tác dụng điều trị của nó. Mosapride cũng thúc đẩy sự phát triển thần kinh trong đường tiêu hóa có thể chứng minh hữu ích trong một số rối loạn đường ruột. Sự hình thành thần kinh là do tác dụng của mosapride đối với thụ thể 5-HT 4 nơi nó hoạt động như một chất chủ vận.
Tác dụng phụ phổ biến của nó bao gồm khô miệng, đau bụng, chóng mặt, nhức đầu, mất ngủ, khó chịu, buồn nôn, tiêu chảy và đôi khi táo bón. Không giống như một số tác nhân prokinetic khác, mosapride ít ảnh hưởng đến các kênh kali, không ảnh hưởng đến các tế bào chuyển hóa herg và không ảnh hưởng đến chức năng tim mạch có thể được phát hiện trong các thử nghiệm trên người. Do dược động học của mosapride, phải mất 1.000 lần gấp 3.000 lần liều điều trị để làm mất tác dụng tim mạch.